# Белореченская (шахта)
Ша́хта «Белоре́ченская» — одно из крупнейших предприятий угледобывающей отрасли Украины. Расположена возле пгт. Белореченский, Лутугинского района Луганской области. Предприятие входит в число активов корпорации «Валентин-Инвест». Марка добываемого угля: «Г — энергетика — кокс». На 01.06.2011 г. промышленные запасы угля составляют 11,6 млн тонн. Имеется возможность прирезки запасов по резервному блоку, после чего запасы угля составят 70 млн тонн.

## История
История шахты начинается с 1949 года, когда Министр угольной промышленности СССР Александр Засядько дал добро на её проектирование. Новостройка получила название «Белореченская» в честь реки Белой. Именно здесь в начале XVIII века служилые царские люди Никита Вепрейский и Семен Чирков среди меловых отложений нашли чёрный «горюч-камень».
Стройка будущего ствола шахты началась в декабре 1950 года. Уже в сентябре 1951-го здесь приступили к возведению здания на поверхности, а в следующем году горняки начали прохождение основных стволов. Когда в феврале 1956-го на «Белореченской» началась «проходка» горизонтальных выработок, шахта была объявлена Всесоюзной ударной стройкой. В 1957 году шахта «Белореченская» была введена в строй.
Первым начальником шахты стал опытный горный инженер, фронтовик Иван Неплюхин, а костяк трудового коллектива составили вчерашние шахтостроители. В год запуска шахты звезду Героя Социалистического Труда получил бригадир проходчиков треста «Ворошиловградшахтострой» Алексей Антонович Буцула за «ударные темпы проходки околоствольных выработок».
Период советского расцвета шахты пришелся на 1960—70-е годы. Белореченцы неоднократно становились победителями всесоюзных соцсоревнований, награждались переходящими Знаменами Кабинета Министров СССР. Объём добычи угля и темпы проведения горных выработок стремительно росли. Успешно осваивалась новая техника. Знаковым для «Белореченская» стал 1975 год, когда горняки, перевыполнив госплан, подняли на-гора 670 тысяч тонн угля. Таким темпами шахта продолжала работать последующие полтора десятилетия.
Распад Советского Союза, бездумная реструктуризация и технологический кризис привели к тому, что к середине 1990-х шахта оказалась на грани гибели. В 1996 году добыча шахты составила всего 193 тысячи тонн угля. К этому времени полностью были отработаны запасы угля пластов Алмазной и Каменской свит.
В том же 1996 году институтом «Луганскгипрошахт» был разработан проект «Вскрытие и подготовка пласта L6 шахты «Белореченская». Эта разработка дала надежду шахте на возрождение. Первый пусковой комплекс с ежегодной мощностью в 300 тысяч тонн был введен в эксплуатацию 19 февраля 1999 года. Однако хроническое отсутствие государственного финансирования сдерживало производственный прорыв «Белореченской».

## Современная деятельность
В 2002 году у шахты появился стратегический партнер — корпорации «Валентин-Инвест» (основатель — Игорь Мартыненков). Уже в сентябре была сдана в работу новая лава, оборудованная высокопроизводительным комплексом 3КД-90. Благодаря этому в 2003-м впервые за историю своего существования шахта освоила годовую проектную мощность в 750 тысяч тонн. В 2008 году шахта добыла свой первый «миллион тонн угля».
Значительные инвестиции корпорации позволили приступить к постепенной модернизации производства. В течение последующих семи лет были сданы в эксплуатацию ряд лав по пласту L6 горизонта 725 метров: коренная восточная, 5-я западная, 2-я восточная, 2-я западная, 6-я западная, 5-я «бис» западная, 3-я западная и 1-я «бис» восточная. Каждая из них оснащена современными высокопроизводительными комплексами и комбайнами.
В 2010 году добыча угля на «Белореченской» составила 1 млн. 182 тыс. тонн. А в 2011-м на шахте была запущена ещё одна новая лава — 7-я западная. Её добыча составила более 100 тысяч тонн угля в месяц. Кроме того, на шахте была запущена установка сухого обогащения угля и открыто новое тепловозное депо.
Сегодня на предприятии работает почти 3000 человек. Средний возраст горняков — 35 лет. Кроме того, между шахтой «Белореченская» и Лутугинским профлицеем заключен долгосрочный договор. Учащиеся лицея ежегодно проходят на шахте производственную практику, знакомясь с условиями и особенностями труда.

## Рейдерский захват
После неудачных попыток захватить шахту Белореченская с помощью судебных исполнителей и милиции рейдеры перешли к откровенно бандитским методам.
14 сентября 2012 года около 4-х утра на территорию шахты ворвалось около 50 человек в спортивных костюмах, вооруженных битами, и начали избивать охрану. После этого, выломав решетки и выбив двери, молодчики захватили административное здание. Рейдерский захват возглавлял Владимир Ровенский, ранее назначенный новым директором шахты.
Новое руководство, проникшее на шахту «Белореченская» путём силового захвата, перевело все счета вновь созданного предприятия в «Укркоммунбанк», который, по сообщениям ряда интернет-СМИ, подконтролен народному депутату Украины Александру Ефремову.
Ранее в эфире программы Шустер Live от 14 сентября почетный президент шахты Белореченская Игорь Мартыненков указал, что за рейдерским захватом шахты стоят: «бизнесмен Иван Аврамов и народный депутат Украины Александр Ефремов».
Ряд СМИ связал рейдерский захват шахты «Белореченская» с тем, что Игорь Мартыненков баллотируется в народные депутаты Украины по 104 округу, где его конкурентом является Владимир Гончаров, помощник народного депутата Александра Ефремова.